# Лю Юй
Лю Юй (кит.: 劉裕; піньїнь: Liu Yu; 363—422) — визначний військовий діяч Китаю, засновник і перший імператор династії Лю Сун.

## Життєпис

### Кар'єра
Походив із збіднілої аристократичної родини, яка перебувала на службі у династії Цзінь. Син Лю Цяо, що служив у поліції у місті Цзінкоу (частина сучасного Чженьцзяна, Цзянсу). Дитиною втратив матір. Батько Лю Юя мало піклувався про належну освіту сина (майже не міг читати), проте той зміг здобути військовий вишкіл. Згодом поступає на службу до військовика Сунь Уцзуна.
Лю Юй зумів відзначитися у 399 році під час повстання Сунь Еня проти Східної Цзінь, чим завоював прихильність впливового військовика Лю Лаоцзі. В подальшому Лю Юю було доручено боротьба проти Сунь Еня. У 401 році Лю призначається військовим губернатором Сяпея (частина сучасного Сюйчжоу, Цзянсу). У 402 році на деякий час Лю Юй пішов у відставку після заколоту Хуань Сюаня проти імператора Ань-ді, проте вже восени знову очолив війська, розбив заколотника Лу сіня, а у 404 році розбив Хуань Сюаня й відновив Ань-ді на троні.
Він дещо обмежив свавілля князів і поліпшив збирання податків. У наступні роки він здійснив успішний похід на північ проти царств Південна Янь, яку підкорено у 410 році. Того ж року цзіньська армія під орудою Лю Юя знищила царство Південна Лян, а у 413 році — державу Західна Шу. У 417 році захопив Чан'ань і розгромила царство Пізня Цінь. Ці землі, втім, не були приєднані до Східної Цзінь — їх розділили між собою варварські північнокитайські царства. Однак зовнішньополітичні успіхи сприяли зростанню популярності Лю Юя. Він став прагнути отримати імператорську владу. У 419 році, після декількох замахів, за наказом Лю Юя імператора Ань-ді було вбито. Лю Юй зробив новим імператором брата вбитого — Сима Девена. Вже у 420 році останнього було скинуто, а Лю Юй оголосив себе імператором Гаоцзу, утворивши нову династію Сун (більш відома як Лю Сун).

### Володарювання
Усе своє правління новий імператор приділяв внутрішньому зміцненню свого становища. Він наказав знищити усіх чоловіків — представників поваленої династії Східна Цзінь. Після цього поринув у палацові інтриги, намагаючись обрати собі гідного спадкоємця. Зрештою у 422 році Лю Юй захворів і невдовзі помер, залишивши свою владу синові Лю Їфу, який став імператором під іменем Шао-ді.